# Pedaler

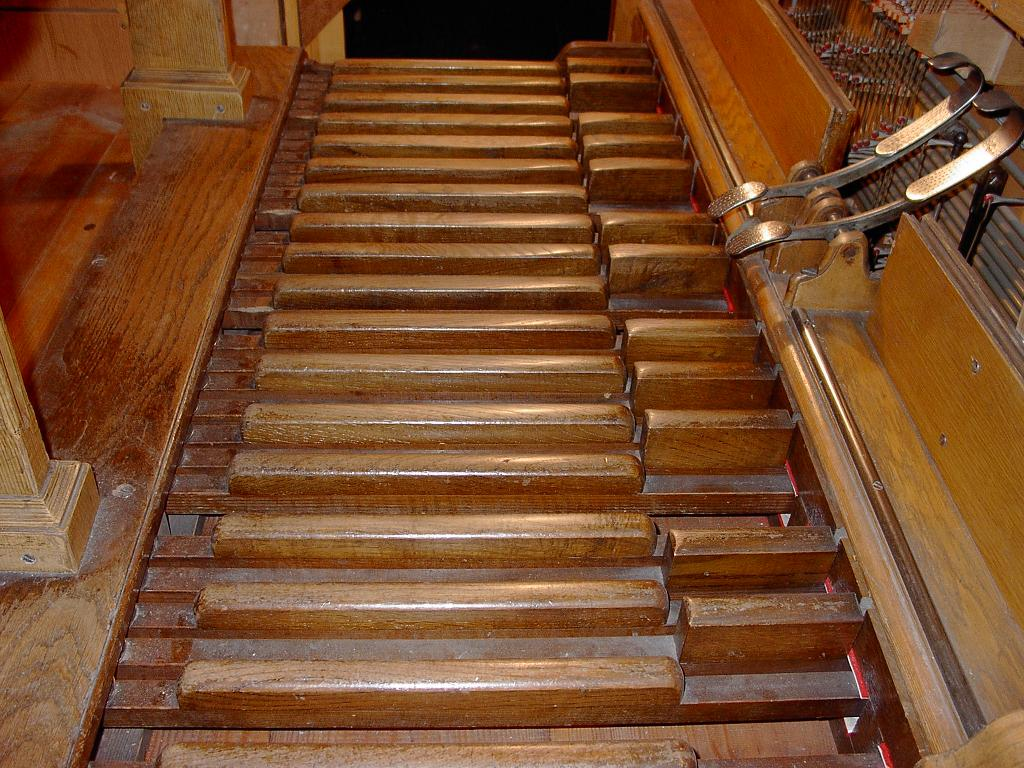
Pedaler

El pedaler també conegut com a pedalier del francès és el teclat, normalment de l'orgue (encara que al llarg de la història també han posseït pedaler altres instruments de teclat), especialment conegut per ser tocat amb els peus. És un dels elements essencials de l'orgue, i es troba també en molts models d'orgues electrònics, com el cas de l'orgue Hammond. Hi ha fins i tot pedaler autònoms, com els pedals-a Moog Taurus, dels 70, que ocasionalment es fan servir al rock progressiu i la música de fusió. A partir del segle xxi s'usen pedaliers controladors MIDI aplicats a sintetitzadors, orgues electrònics Hammond, i orgues digitals de tubs. Es poden trobar també en pianos-pedaler, així com en claves i clavicordis. El pedaler s'usa comunament per tocar la línia de sota d'una peça de música. Això permet a l'organista tocar més veus còmodament amb les mans. El pedaler a la vista sembla una versió gran i curta d'un teclat manual, i utilitza el mateix patró de notes. L'entrenament en la tècnica de tocar els pedals en un orgue de tubs forma part de la pedagogia estàndard de l'orgue, tant en música eclesiàstica com simplement artística.

## Història
La primera idea de pedaler nasqué de la necessitat dels organistes de mantenir les notes del baix sobre el qual sostenir una polifonia determinada. Al principi consistia simplement d'algunes clavilles a l'alçada dels peus que permetien accionar les notes més greus del teclat manual per mitjà d'un mecanisme d'estirar (probablement una simple cordeta lligada de la clavilla a la base del teclat). El naixement d'aquest mecanisme se situa al voltant del segle xiii.